# Мајка Храброст и њена деца
Мајка храброст и њена деца је позоришни комад Бертолта Брехта са поднасловом : Хроника Тридесетогодишњег рата. Оригиналну музику написао је Паул Десау. 
Комад Мајка Храброст припада жанру епског позоришта. 

## Позоришни комад
Бертолт Брехт је ово дело написао 1939. када је живео у егзилу у Скандинавији. Први пут је изведено у позоришту Шаушпилхаус у Цириху 1941. 
Радња комада се одвија у току Тридесетогодишњег рата. Кантињерка Ана Фирлинг, са надимком Мајка Храброст, вуче таљигу пратећи своје синове Ајлифа и Швајцарка, и своју нему кћи Катарину, по путевима Европе. Прича почиње у пролеће 1624. када Шведска прикупља војску за рат против Пољске. 
Од бојишта до бојишта, од Пољске до Баварске, увек спремна да направи добар посао, Мајка Храброст покушава да буде и добра мајка и добар трговац. Она купује и продаје било шта; од муниције до пилића. За пар гроша спремна је да све ризикује. 
Ана је топла особа, жртва околности и посла који је изабрала. Рат јој односи сву децу, једно за другим. Она најзад каже јој није остало ништа за продају, а више јој за то ништа нико ништа нема да да. 
Ипак, она упорно наставља свој пут, попут оних који у несрећи увек бирају живот. 
Таљига Мајке Храбрости је њена кућа, радња, кантина за војнике и место за разговоре у предаху између битака. Ова колица су прошла 12 година ратова, канонада и разарања. 
Представа се састоји из 12 сцена, а место дешавања је око колица.

## О писцу
Колица која круже Европом је Брехтова алегорија која осуђује апсурдност оружаних конфликта. 
Мајка Храброст и њена деца представља камен темељац репертоара Брехтових комада. Док су у Европи владали ужаси Другог светског рата, немачки писац је написао снажно дело које нескривено осуђује рат и тврди да се из њега не може извући корист. 
Мајка Храброст је слика света из перспективе обичног човека, света који је Брехт страсно желео да промени. Стављајући људску егзистенцију у неумољиву машину ратова, насликао је свет сценама у којима се преплићу народна мудрост, поезија, увреде и псовке. Писац се притом не опредељује ни на једну страну у сукобу. 
Брехт је за ово дело узео инспирацију из две приче немачког романтичара Ханса Гримелсхаузена (1622-1676) о Тридесетогодишњем рату.